# 新安県 (河北省)
新安県（しんあん-けん）は、中華人民共和国河北省にかつて存在した県。現在の邯鄲市肥郷区西部に相当する。
金代に設置され、元初に廃止された。